# Em Pleno Verão
| Críticas profissionais | Críticas profissionais |
| Avaliações da crítica  | Avaliações da crítica  |
| Fonte                  | Avaliação              |
| ---------------------- | ---------------------- |
| All Music Guide        | [ 2 ]                  |

Em Pleno Verão é o oitavo álbum da cantora brasileira Elis Regina, lançado em 1970 pela gravadora Philips. Neste disco ela canta músicas de compositores como Caetano Veloso, Erasmo Carlos e Roberto Carlos, Gilberto Gil, Tom Jobim e Vinicius de Moraes, Tim Maia e Jorge Ben. O álbum marcou com interpretações históricas em sua carreira, como Vou Deitar e Rolar, As Curvas da Estrada de Santos, These Are the Songs (com participação do próprio compositor, Tim Maia) e Comunicação.

## Legado
Em uma enquete de 162 especialistas musicais conduzida pelo podcast Discoteca Básica, o álbum classificou em 456º, um dos sente álbuns da cantora mencionando na lista.

## Canções
| N.º | Título                                | Compositor(es)                      | Duração |  |
| 1.  | "Vou Deitar E Rolar (Quaquaraquaqua)" | Baden Powell / Paulo César Pinheiro | 3:22    |  |
| 2.  | "Bicho do Mato"                       | Jorge Ben                           | 3:24    |  |
| 3.  | "Verão Vermelho"                      | Nonato Buzar                        | 1:37    |  |
| 4.  | "Até aí Morreu Neves"                 | Jorge Ben                           | 2:15    |  |
| 5.  | "Frevo"                               | Tom Jobim / Vinicius de Moraes      | 2:30    |  |
| 6.  | "As Curvas da Estrada de Santos"      | Erasmo Carlos / Roberto Carlos      | 3:40    |  |
| 7.  | "Fechado pra Balanço"                 | Gilberto Gil                        | 2:39    |  |
| 8.  | "Não Tenha Medo"                      | Caetano Veloso                      | 2:45    |  |
| 9.  | "These Are the Songs"                 | Tim Maia                            | 3:08    |  |
| 10. | "Comunicação"                         | Édson Alencar / Helio Matheus       | 2:44    |  |
| 11. | "Copacabana Velha de Guerra"          | Sérgio Flaksman / Joyce             | 2:59    |  |

## Ficha Técnica
- Direção musical e arranjos: Erlon Chaves
- Produção: Nelson Motta
- Técnicos de gravação: Ary Carvalhaes, Célio e Oswaldo Cruz Vidal
- Foto da capa: Gil Prates
- Layout: Lincoln
- Participação especial: Tim Maia (faixa 9)[8]